# (72631) 2001 FW30
(72631) 2001 FW30 – planetoida z pasa głównego asteroid okrążająca Słońce w ciągu 5,65 lat w średniej odległości 3,17 j.a. Odkryta 21 marca 2001 roku.